# Anjudan
Anjudan (Farsi انجدان, o Anjedān o Andījān, Anjidān e Injadān) è un villaggio iraniano del Distretto Rurale di Amanabad, nel Distretto Centrale dello shahrestān di Arak, in provincia di Markazi.
Nel censimento del 2006, la sua popolazione ammontava a 446 persone, facenti capo a 154 famiglie. È situato nei pressi dei centri principali dello sciismo di Qom e di Kashan, e ad Anjudan gli Ismailiti Nizariti trasferirono il loro Imamato, durante l'ultima parte del XIV secolo. 

Proprio per questo nome del villaggio, la storia ismailita tra il XIV e il XVI secolo è ricordata come il "Periodo di Anjudan”.